# Ragnar Gullstrand
Jöns Ragnar Gullstrand, född 8 april 1887 i Hököpinge församling, Malmöhus län, död 11 mars 1958 i Nyköpings östra församling, Södermanlands län, var en svensk skolledare. Han var far till Tore Gullstrand.
Gullstrand blev filosofie magister i Lund 1909, filosofie licentiat 1919 och filosofie doktor vid Stockholms högskola 1923. Han var ordinarie lärare vid Sydöstra Skånes folkhögskola i Tomelilla 1910–18, extra ordinarie adjunkt vid Växjö folkskoleseminarium 1918–19, adjunkt vid högre allmänna läroverket i Karlstad 1919–22, lektor vid folkskoleseminariet i Härnösand 1923–27, vid högre allmänna läroverket i Helsingborg 1927–30 och rektor vid Nyköpings högre allmänna läroverk 1931–53. Han tillhörde stadsfullmäktige 1934–54.